# Juanito (football, 1976)
Pour les articles homonymes, voir Juanito.
Juan Gutiérrez Moreno dit Juanito, né le 23 juillet 1976 à Cádiz (Espagne), est un joueur de football international espagnol évoluant au poste de défenseur, reconverti entraîneur.

## Biographie

### En club
Juanito évolue principalement en faveur du Betis Seville. Il évolue pendant huit saisons avec l'équipe première de cette équipe, se classant quatrième du championnat en 2005, et remportant la Copa del Rey par la même occasion.
Il dispute un total de 432 matchs pour 28 buts en championnat, avec notamment 272 matchs et 21 buts en première division.
Au sein des compétitions européennes, il joue 13 matchs en Ligue des champions et 8 en Ligue Europa.

### En équipe nationale
Juanito reçoit 26 sélections en équipe d'Espagne entre 2002 et 2008, inscrivant trois buts.
Il joue son premier match en équipe nationale le 21 août 2002, en amical contre la Hongrie (score : 1-1 à Budapest). Il inscrit son premier but le 1er mars 2006, en amical contre la Côte d'Ivoire (victoire 3-2 à Valladolid). 
Il participe avec la sélection espagnole à trois grandes compétitions : le championnat d'Europe 2004 organisé au Portugal, puis la Coupe du monde 2006 qui se déroule en Allemagne, et enfin le championnat d'Europe 2008 qui a lieu en Autriche et en Suisse. Lors de l'Euro 2004, il ne joue qu'un seul match, contre le pays organisateur. Lors du mondial, il ne joue également qu'un seul match, contre l'Arabie saoudite, inscrivant un but à cette occasion. Enfin, lors de l'Euro 2008 qui voit l'Espagne être sacrée championne d'Europe, il prend à nouveau part à un match, contre la Grèce.
Il marque son dernier but le 11 octobre 2008, contre l'Estonie, lors des éliminatoires du mondial 2010 (victoire 0-3 à Tallinn). Il reçoit sa dernière sélection le 15 octobre 2008, face à la Belgique. Ce match remporté 1-2 à Bruxelles rentre également dans le cadre des éliminatoires du mondial.

## Palmarès

### En sélection
- Espagne
  - Vainqueur du championnat d'Europe en 2008

### En club
- Betis Séville
  - Vainqueur de la Coupe d'Espagne en 2005